# 最後の雨
「最後の雨」（さいごのあめ）は、1992年8月10日に日本コロムビアから発売された中西保志の2枚目のシングル。

## 解説
2007年2月21日発売のカバーアルバム『Standards』に発売された中西のカバーアルバム『Standards』では、ボーナス・トラックとして新録された「最後の雨2007」が収録されている。

## 記録
オリコンチャート最高位は16位だったが、ロングヒットとなり、1998年までに90万枚を売り上げた。

## 収録曲
1. 最後の雨
作詞：夏目純、作曲：都志見隆、編曲：富田素弘
  - 日本テレビ「日立 あしたP-KAN気分!」テーマ・ソング
2. 君が微笑むなら
作詞：中西保志、作曲・編曲：大森俊之
  - 日本テレビ「1992年バルセロナオリンピック」イメージ・ソング
3. 最後の雨（オリジナル・カラオケ）

## 収録アルバム
- 1992年9月21日『VOICE PEAKS』
- 1995年2月1日『It's only a Ballade』
- 1997年10月1日『SINGLE COLLECTION』

## カバー
- ウィリアム・ソー　1995年、アルバム『蘇永康 So Nice』収録
- 前川清　1999年、アルバム『バラードセレクション 明日に』収録。2009年、『 エンカのチカラ -GORGEOUS 90's-00's-』再録。
- 倖田來未　2003年、マキシシングル『Gentle Words』収録
- pony　2003年、ドラマ『窈窕淑女』主題歌（題名は＜淑女へ＞）
- Zero　2005年、シングル『最後の雨』収録
- 保科有里　2005年、アルバム『ブルー・パシフィック』収録
- 本多RuRu　2007年、アルバム『初心』収録
- 杏里　2008年、アルバム『tears of anri 2』収録
- navy&ivory　2009年、アルバム『泣けるほど好きな人～シングルコレクション＋カバーコレクション～』収録
- つるの剛士　2009年、アルバム『つるのうた』収録
- 松原健之　2010年、アルバム『旅立つ季節に』収録
- ユン・サンヒョン　2010年、シングル『最後の雨』収録
- Boyz II Men　2010年、アルバム『COVERED　-Winter-』収録
- EXILE ATSUSHI　2011年、ライヴDVD『Premium Live ~The Roots~』収録
- Ms.OOJA　2011年、シングル『ジレンマ 〜I'm your side〜』収録/2013年、アルバム『MAN -Love Song Covers 2-』収録
- 青木隆治　2012年、アルバム『VOICE 199X』収録
- JOY　2013年、アルバム『JOY COVERS』収録
- Acid Black Cherry　2013年、アルバム『Recreation 3』収録
- ニコラス・エドワーズ　2013年、シングル『fが歌詞(うた)になる』収録
- 杜けあき 2015年、宝塚歌劇団OGによるカバーアルバム『麗人 REIJIN』収録[4]
- 島津亜矢 2017年、アルバム『SINGER 4』収録
- ソンジェ　2020年、アルバム『男の花道～SUNGJE'S JAPANESE SONGBOOK～』収録
- 鬼龍院翔　2020年、通販限定アルバム『うたってきりりんぱ』収録
- JUJU　2020年、アルバム『俺のRequest』収録
- 走裕介　2020年、アルバム『走裕介全曲集 知床挽歌』収録
- クレイジーケンバンド 2021年、アルバム『好きなんだよ』収録
- 加藤和樹　2021年、アルバム『K.KベストセラーズII』収録
- 五木ひろし　2022年、アルバム『DREAM -五木ひろし J-POPを唄う-』収録
- 松下優也　2022年、アルバム『うたふぇち 伝わりますか』収録
- 数原龍友　2024年、配信シングル『最後の雨』
- 佐野勇斗（M!LK）　2024年、配信EP『BIG LOVE SONGS』
- 雨宮天　2025年、アルバム『COVERSⅢ -Sora Amamiya favorite songs-』収録